# Jean-Baptiste Corbineau

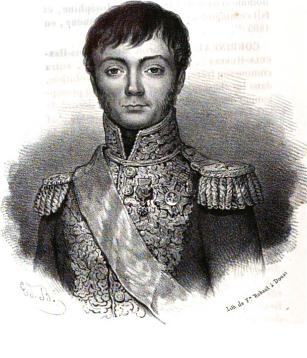
Jean-Baptiste Corbineau

Jean-Baptiste Juvénal Corbineau, genannt Jean-Baptiste Corbineau (* 1. August 1776 in Marchiennes; † 18. Dezember 1848 in Paris) war ein französischer Général de division der Kavallerie.

## Leben
Corbineau war der zweite Sohn des Offiziers Jean-Charles Corbineau; die Kavallerie-Offiziere Claude (1772–1807) und Hercule Corbineau (1780–1823) waren seine Brüder. Die drei Brüder bekamen schon sehr früh in ihrer militärischen Karriere den Namen „Les trois Horaces“ – nach den mythischen Drillingen aus dem Geschlecht der Horatier – und diese Bezeichnung blieb ihnen bis in die heutige Zeit.
Mit sechzehn Jahren trat Corbineau 1792 als Freiwilliger in die Armee ein und konnte sich in den Revolutionskriegen durch Tapferkeit auszeichnen. Nach mehreren Beförderungen diente er im Rang eines Lieutenant-adjudant-major unter seinem Bruder Claude. Als dieser in der Schlacht bei Preußisch Eylau (7./8. Februar 1807) fiel, kämpfte Corbineau in dessen Nähe.
Corbineau wurde in der Schlacht bei Wagram (5./6. Juli 1809) verwundet, konnte aber noch im selben Jahr im Napoleonischen Krieg in Spanien eingesetzt zu werden. Unter Führung von Maréchal de France Nicolas Jean-de-Dieu Soult kämpfte er u. a. bei Ocaña (19. Oktober 1809) und fungierte 1810 als Militärgouverneur von Grenada.
Als 1812 Napoleon seinen Russlandfeldzug plante, meldete sich Corbineau als Freiwilliger. Er konnte sich in den Kämpfen bei Kljastizy (28. Juli/1. August 1812), Borodino (7. September 1812) und an der Beresina (26./28. November 1812) wiederum durch Tapferkeit auszeichnen.
In der Schlacht bei Kulm (29./30. August 1813) kämpfte Corbineau in der Nähe von General Dominique Joseph Vandamme, konnte aber diesem nicht zur Hilfe kommen, als der am zweiten Tag der Schlacht von russischen Truppen gefangen genommen wurde.
Nach der Schlacht bei Paris (30. März 1814) und der Abdankung Napoleons (→Vertrag von Fontainebleau) wandte sich Corbineau den Bourbonen und König Ludwig XVIII. zu. Als Napoleon die Insel Elba verließ und dessen Herrschaft der Hundert Tage begannen, schloss sich Corbineau wieder dem Kaiser an und wurde als Napoleons Aide-de-camp Mitglied in dessen Stab.
Nach der Schlacht bei Waterloo (18. Juni 1815) wurde Corbineau wieder zum Parteigänger König Ludwig XVIII. Auch dessen Nachfolger, Karl X. und Louis-Philippe I. unterstützte er. Anfang August 1840 unternahm Napoleon III. einen zweiten Versuch, sich in Frankreich an die Macht zu putschen. Mit einigen Begleitern verließ er sein Exil in England und kehrte nach Frankreich zurück. Als er am 6. August 1840 in Boulogne-sur-Mer an Land ging, wurde er im Auftrag von König Louis-Philippe I. von Corbineau verhaftet.
Als sich nach der Februarrevolution die Zweite Französische Republik konstituierte und Napoleon III. am 25. Februar 1848 die Präsidentschaftswahlen gewann, interessierte sich Corbineau nicht mehr für Politik. Er lebte zurückgezogen als letzter der „trois Horaces“ in Paris. Corbineau starb im Alter von 72 Jahren am 18. Dezember 1848 in Paris und fand seine letzte Ruhestätte auf dem Friedhof von Champagne-sur-Oise (Département Val-d’Oise).

## Ehrungen
- 13. November 1813 Comte de l’Émpire
- 19. Juli 1814 Chevalier des Ordre royal et militaire de Saint-Louis
- 5. Mai 1838 Großkreuz der Ehrenlegion
- 12. September 1835 Pair von Frankreich
- Sein Name findet sich am westlichen Pfeiler (32. Spalte) des Triumphbogens am Place Charles-de-Gaulle (Paris)
- Die Rue Corbineau in Marchiennes wurde nach ihm und seinen zwei Brüdern benannt